# Leonard Slatkin
Leonard Slatkin   (Los Angeles, 1 de setembre de 1944) és un director d'orquestra nord-americà.
Slatkin va néixer en el si d'una família musical: el seu pare Felix Slatkin era violinista, director i fundador del Quartet de corda de Hollywood, i la seva mare Eleanor Aller era la violoncel·lista d'aquest quartet.
Slatkin va estudiar per primera vegada a la "Indiana University de Bloomington" i a "Los Angeles City College" i va començar la seva carrera musical com a pianista. Posteriorment es va canviar a la Juilliard School, on Jean Paul Morel li va ensenyar la direcció. Va debutar amb èxit com a director el 1966 amb la "Youth Symphony Orchestra" de Nova York. El 1968 va rebre un lloc d'assistent a l'Orquestra Simfònica de Saint Louis. Va romandre allà fins al 1977, quan es va convertir en director de l'Orquestra Filharmònica de Nova Orleans. El 1979 va tornar a St. Louis com a director d'orquestra. Va ocupar aquest càrrec fins al 1996, quan va assumir la direcció de l'orquestra Simfònica Nacional de Washington, DC (fins al 2008).
El 2000 va ser nomenat director principal de la BBC Symphony Orchestra. Va ocupar aquest càrrec fins a l'11 de setembre de 2004, la 110a darrera nit dels proms va nomenat nou director d'orquestra convidat principal de la Filharmònica de Los Angeles al Hollywood Bowl, i també director d'orquestra convidat principal de la Royal Philharmonic Orchestra.
Slatkin va ser i és també actiu com a director convidat amb nombroses orquestres arreu del món. A Alemanya, va treballar amb la Staatskapelle de Dresden, la Filharmònica de Berlín, la Filharmònica de Múnic, l' Orquestra Simfònica de la Ràdio de Baviera, l'Orquestra Simfònica de la Ràdio de Frankfurt i regularment junt amb la Deutsches Symphonie-Orchester Berlin .
El 1992, Slatkin va ser elegit membre de l'Acadèmia Americana d'Arts i Ciències. Leonard Slatkin estava casat amb la soprano Linda Hohenfeld des del 1986 i tenen un fill, Daniel. Des del 2011 està casat amb la compositora Cindy McTee.
Slatkin ha dirigit un ampli repertori i ha cridat l'atenció amb les seves interpretacions de la música americana del segle XX i les seves obres de compositors britànics. Les seves pròpies composicions, inclosa The Raven (1971) per a narrador i orquestra (basades en el poema d'Edgar Allan Poe), són poc conegudes.